# باسيل الخوري
باسيل الخوري هو رئيس أساقفة لبناني، ولد في 23 مارس 1883 في معرة النعمان في سوريا، وتوفي في 21 نوفمبر 1941.